# Barringtonia longifolia
Barringtonia longifolia är en tvåhjärtbladig växtart som beskrevs av Rudolf Schlechter. Barringtonia longifolia ingår i släktet Barringtonia och familjen Lecythidaceae. Inga underarter finns listade i Catalogue of Life.